# Petrus Asp
Petrus Jonae Asp, född 26 oktober 1667 i Bjärtrå socken, död 25 december 1726 i Stockholm, var en svensk kyrkoman, superintendent i Härnösands stift.
Petrus Jonae Asp var son till rådmannen i Härnösand, Johan Persson, som kom från Aspby gård i Torsåkers socken, från vilken Petrus Jonae antog släktnamnet Asp. Han var kyrkoherde i Norrköping när han 1723 utsågs till Georgius Nicolai Wallins efterträdare som superintendent av Härnösand. Som stiftschef verkade han för skolväsendet och för Lappmarkerna.

## Biografi
Petrus Asp föddes 26 oktober 1667 i Bjärtrå socken. Han var son till rådmannen Jonas Pedersson Asp och Catharina Magdalena Damin i Härnösand. Asp studerade i Härnösand och blev 5 juni 1684 student vid Uppsala universitet (Ångermanländska nationen). Han blev 10 december 1691 magister och prästvigde till extra ordinarie bataljonspredikant vid livgardet 1690. Asp utnämndes 1691 till kyrkoherde i Umeå och han blev 20 april 1692 kyrkoherde i Sankt Olofs församling, Norrköping. Samma år blev han kontraktsprost i Norrköpings kontrakt. Den 19 november 1723 blev han superintendent i Härnösands stift, tillträdde 1724. Asp avled 25 december 1726 under riksdagen i Stockholm klockan 4 på morgonen. Begravningsakten hölls den 4 januari 1727 i Storkyrkan i Stockholm med likpredikan av kyrkoherden Jöran Nordberg i Klara församling. Aps stoft fördes till Norrköping den 6 januari och sattes ner i hans grav vid dopkoret i kyrkan.

### Familj
Asp gifte sig 29 januari 1693 med Elisabeth Steuchius (1667–1758). Hon var dotter till ärkebiskopen Mattias Steuchius och Anna Terserus. De fick tillsammans barnen: domprost professor Matthias Asp, Petrus, Margareta Asp (1706–1765) som var gift med Eric Alstrin, hovkvartermästare Johan von Asp (1708–1779), professor Karl Asp samt 5 barn.